# Kanton Sains-en-Gohelle
Kanton Sains-en-Gohelle (francouzsky Canton de Sains-en-Gohelle) byl francouzský kanton v departementu Pas-de-Calais v regionu Nord-Pas-de-Calais. Tvořilo ho šest obcí. Zrušen byl po reformě kantonů 2014.

## Obce kantonu
- Aix-Noulette
- Bouvigny-Boyeffles
- Gouy-Servins
- Hersin-Coupigny
- Sains-en-Gohelle
- Servins